# Kawartha Lakes
Kawartha Lakes est une ville du centre-est de la province canadienne de l'Ontario. Bien que désignée comme « ville » la municipalité comporte de larges parties rurales. Elle est nommée d'après les lacs Kawartha.
La municipalité a été créée en 2001 à la suite de la fusion des municipalités constituantes de l'ancien comté de Victoria. En 2003, un plébiscite sur la défusion a été remportée par le oui (51 %, 49 % pour le non), mais les gouvernements municipal et provincial n'ont pas fait de démarches pour défusionner la ville.

## Communautés
- Ancona Point
- Argyle
- Aros
- Avery Point
- Baddow
- Baker Trail
- Ballyduff
- Barclay
- Bellevue
- Bethany
- Bethel
- Birch Point
- Bobcaygeon
- Bolsover
- Brunswick
- Burnt River
- Burton
- Bury's Green
- Cambray
- Cameron
- Camp Kagawong
- Campbells Beach
- Coboconk
- Corson's Siding
- Cowan's Bay
- Crawfords Beach
- Cresswell
- Crosshill
- Cunningham's Corners
- Dalrymple
- Dartmoor (village fantôme)
- Daytonia Beach
- Dongola
- Downeyville
- Dunsford
- East Emily
- Eldon
- Fairburn Corner
- Fee's Landing
- Feir Mill
- Fell Station
- Fenelon Falls
- Fingerboard
- Fleetwood (village fantôme)
- Fleetwood Station
- Fowlers Corners
- Fox's Corners
- Frank Hill
- Franklin
- Gilsons Point
- Glamorgan
- Glandine
- Glenarm
- Glenway Village
- Grasshill
- Greenhurst-Thurstonia
- Hartley
- Head Lake
- Hickory Beach
- Hillhead Corners
- Horncastle (village fantôme)
- Isaacs Glen
- Islay
- Janetville
- Joyvista Estates
- Kenedon Park
- Kennedy Bay
- Kenrei Park
- Kenstone Beach
- Keystone Beach
- King's Wharf
- Kinmount
- Kirkfield
- Lake Dalrymple
- Lancaster Bay
- Lifford
- Linden Valley
- Lindsay, siège de la municipalité
- Little Britain
- Long Beach
- Long Point
- Lorneville
- Lotus
- MacKenzie Point
- Mallards Bay
- Manilla
- Manvers
- Mariposa Station
- Mariposa
- McCrackin's Beach
- McGuire Beach
- Mount Horeb (village fantôme)
- Newmans Beach
- Norland
- Oak Hill
- Oakdene Point
- Oakwood
- O'Donnell Landing
- Omemee
- Orange Corners
- Palestine
- Pickerel Point
- Pleasant Point
- Pontypool
- Port Hoover
- Powles Corners
- Ragged Rapids (village fantôme)
- Reaboro
- Red Cap Beach
- Rohallion
- Rokeby
- Rosedale
- Sadowa
- Sandy Point
- Sebright
- Silver Lake
- Snug Harbour
- Southview Estates
- St. Mary's
- Sturgeon Point
- Sullivan's Bay
- Sylvan Glen Beach
- Taylor's Corners
- Tracey's Hill
- Union Creek
- Uphill
- Valentia
- Verulam Park
- Victoria Place
- View Lake
- Washburn Island
- Watson's Siding
- Woodville
- Yelverton
- Zion

## Démographie

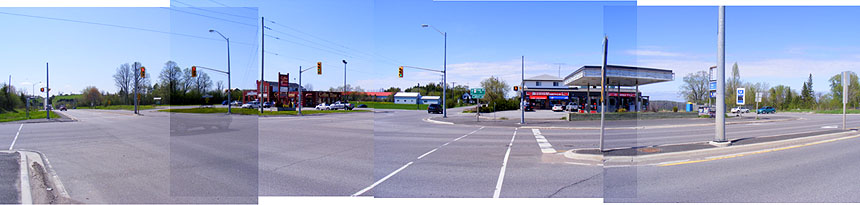
Fowler's Corners.

| 2001   | 2006   | 2011   | 2016   |
| ------ | ------ | ------ | ------ |
| 69 179 | 74 561 | 73 219 | 75 423 |